# رابرت اتکینسون (اخترشناس)
رابرت اتکینسون یا رابرت د٬اسکور اتکینسون (انگلیسی: Robert d'Escourt Atkinson; ۱۱ آوریل ۱۸۹۸ – ۲۸ اکتبر ۱۹۸۲) اخترشناس، فیزیک‌دان، و مخترع اهل بریتانیا بود.
وی همچنین عضو انجمن فیزیک آمریکا و برنده مدال ادینگتون شده است.

## زندگی‌نامه
رابرت داسکور اتکینسون در ۱۱ آوریل ۱۸۹۸ در ولز به دنیا آمد. او به مدرسه گرامر منچستر رفت و در سال ۱۹۲۲ مدرک فیزیک را از دانشگاه آکسفورد گرفت. او در آزمایشگاه کلارندون کار کرد و سپس به گوتینگن رفت و در آنجا در سال ۱۹۲۸ مدرک دکترای خود را در فیزیک دریافت کرد. پس از یک سال تدریس فیزیک در برلین Technische Hochscule، اتکینسون به عنوان استادیار فیزیک در دانشگاه راتگرز منصوب شد. او از سال ۱۹۲۹ تا ۱۹۳۷ در دانشگاه راتگرز در نیوجرسی تدریس کرد؛ زمانی که او دستیار ارشد رصدخانه سلطنتی گرینویچ شد. در طول جنگ جهانی دوم، اتکینسون از این سمت برای انجام کارهای ضد مین مغناطیسی فراخوانده شد. در سال ۱۹۴۴، او را به آزمایشگاه تحقیقات بالستیک در آبردین در مریلند قرض دادند، جایی که او زیر نظر ستاره‌شناس مشهور ادوین هابل کار کرد. اتکینسون دو سال در آنجا ماند و سپس به رصدخانه سلطنتی گرینویچ بازگشت. بخش زیادی از سال‌های باقی مانده او در رصدخانه سلطنتی صرف نظارت بر انتقال کل رصدخانه به قلعه هرستمونسو در ساسکس شد. در سال ۱۹۶۴، اتکینسون از رصدخانه سلطنتی بازنشسته شد و به‌عنوان استاد مدعو به دانشگاه ایندیانا آمد.